# Gelanor
Gelanor là một chi nhện trong họ Mimetidae.